# Abraxas harutai
Abraxas harutai là một loài bướm đêm trong họ Geometridae.